# Карут, Питер
Питер Карут (англ. Peter Caruth; род. 4 июня 1988, Белфаст) — ирландский хоккеист на траве, полузащитник и нападающий. Участник летних Олимпийских игр 2016 года, бронзовый призёр чемпионата Европы 2015 года.

## Биография
Питер Карут родился 4 июня 1988 года в британском городе Белфаст.
Учился в начальной школе Гилнахирк, средней школе Кэбин-Хилл и колледже Кэмпбелл. Выступал за команду колледжа по хоккею на траве.
До 2012 года играл за «Аннадейл» из Белфаста. В сезоне-2012/13 выступал в чемпионате Бельгии за «Браксгату». В 2013 году перебрался в ирландский «Монкстаун», в составе которого дважды стал чемпионом страны (2014—2015) и обладателем Кубка (2016). В 2014 году стал обладателем второго по статусу еврокубка — Трофея. В 2016 году вернулся в «Аннадейл», став его играющим тренером. В 2017 году помог команде подняться из высшей лиги Ольстера в Ирландскую хоккейную лигу.
В октябре 2008 года дебютировал в сборной Ирландии в матче против Аргентины (2:2). В 2011 году выиграл с ней второй дивизион Вызова чемпионов.
В 2015 году завоевал бронзовую медаль чемпионата Европы в Лондоне. Забил 2 мяча.
В 2016 году вошёл в состав сборной Ирландии по хоккею на траве на летних Олимпийских играх в Рио-де-Жанейро, занявшей 10-е место. Играл в поле, провёл 5 матчей, забил 1 мяч в ворота сборной Канады.
В 2018 году приостановил международную карьеру, чтобы сосредоточиться на тренерской работе и выступлениях за «Аннадейл».
В 2008—2018 годах провёл за сборную Ирландии 148 матчей, забил 27 мячей.

## Личная жизнь
В июне 2022 года признался в своей гомосексуальности.